# Inazuma Eleven GO Chrono Stones (serie animata)
Inazuma Eleven GO: Chrono Stone (イナズマイレブンGO クロノ・ストーン?, Inazuma Irebun Gō - Kurono Sutōn), in Italia anche Inazuma Eleven Go Chrono Stones, è un anime di calcio e fantascienza tratto dal videogioco Inazuma Eleven GO Chrono Stones della serie Inazuma Eleven. L'anime è prodotto da OLM ed è stato trasmesso da TV Tokyo dal 18 aprile 2012 al 1º maggio 2013 con un totale di 51 episodi. Si tratta della terza serie di animazione della saga di Inazuma Eleven e, come la precedente Inazuma Eleven GO, è iniziata prima della pubblicazione del videogioco, che è uscito il 13 dicembre 2012. È seguita dalla quarta serie, Inazuma Eleven GO Galaxy.
In Italia la serie è stata trasmessa da Disney XD in tre blocchi nel 2014: i primi 25 episodi sono stati trasmessi dal 7 aprile al 9 maggio, gli episodi dal 26 al 35 sono andati in onda dal 16 al 27 giugno e gli episodi dal 36 in poi dal 29 settembre al 20 ottobre. La serie va in onda in chiaro su Rai Gulp dal 7 agosto 2015.
Per quanto riguarda il manga, invece, la parte di storia tratta dal videogioco Inazuma Eleven GO: Chrono Stones non costituisce una serie a sé, ma una prosecuzione del manga Inazuma Eleven GO di Ten'ya Yabuno: questa parte si trova dal terzo al sesto volume.
I nuovi personaggi compaiono anche nel film d'animazione Gekijōban Inazuma Eleven GO vs Danball senki W (劇場版イナズマイレブンGO vs ダンボール戦機W?, Gekijōban Inazuma Irebun Gō buiesu Danbōru senki daburu), che è un crossover fra Inazuma Eleven GO e Danball senki W (seguito di Little Battlers eXperience), altra serie animata tratta da un videogioco della Level-5, ed è uscito in Giappone il 1º dicembre 2012..

## Trama

### L'attacco della Protocollo Omega e un nuovo personaggio: Fey Rune
La storia comincia dopo tre mesi dal torneo Cammino Imperiale. Un giorno Arion Sherwind arriva alla Raimon e la trova drasticamente cambiata. Infatti i suoi compagni di squadra non sono calciatori, poiché alla Raimon non esiste un club di calcio. Lo stesso Jean-Pierre Lapin, con grande stupore di Arion, gioca nel club di tennistavolo. Arion, così,decide di indagare, anche se si presume sia finito in un mondo parallelo.
Questo accade quando un misterioso individuo, di nome Alpha, appare davanti a Arion. Egli fa parte di un'organizzazione criminale chiamata El Dorado (エルドラド?, Erudorado), formata dai più importanti uomini d'affari del futuro, che hanno come preciso obiettivo quello di distruggere il calcio. Alpha è stato incaricato di eliminare il calcio dalla vita di Arion, insieme alla sua squadra, la Protocollo Omega (Protocol Omega, プロトコル・オメガ?, Purotokoru Omega).
Dopo il loro incontro, Alpha trasporta Arion indietro nel tempo, fino al tanto sospirato momento in cui Axel Blaze salvò Arion ad Okinawa, probabilmente durante la sua permanenza sul luogo durante la saga dell'Alius Academy: nel preciso istante in cui Axel tira per spostare le travi che avrebbero travolto l'Arion del passato, Alpha tira a sua volta un pallone, che devia la traiettoria del tiro di Axel, che così impedisce ad Arion di salvarsi. Il flusso modificato del tempo, però, non riesce a funzionare su Arion, che comunque prova sentimenti forti per il calcio. Allora, Alpha vuole passare alle maniere forti: dopo aver riportato Arion nel suo presente in una località tropicale, Alpha, assieme alla sua squadra, inizia ad infierire su Arion con violente pallonate. Quando ormai Arion sembra spacciato, ecco che un ragazzo dai capelli verdi accorre in suo aiuto: il ragazzo si chiama Fey Rune, ed è venuto in difesa di Arion, assieme alla sua squadra. Fey sfida Alpha ad una partita: egli dona ad Arion la fascia di capitano, e lo invita a giocare con loro.
La sua squadra prende quindi il nome di Arions (Tenmas, テンマーズ?, Tenmāzu). E così avviene una partita tra la Protocollo Omega e gli Arions; rubando subito palla, Fey si avvia verso la porta avversaria, quindi tira a rete con il suo Tiro Rimbalzante. Il portiere della Protocollo Omega, Hotel, neutralizza però il tiro senza troppi problemi con la tecnica Comando di Porta 03. Subito dopo, egli rilancia la palla ad Alpha che viene accerchiato dai tre difensori degli Arions Skinnie, Smarty e Chunky che tentano di bloccarlo con la tecnica Presa Frattale. Alpha tuttavia li evita e tira a rete con il Comando di Tiro 01, parato però senza nessun problema dal muscoloso portiere degli Arions, Mibibix, con la tecnica Parata Eccellente.
Sebbene le due squadre riescano a tenersi testa audacemente, la Protocollo Omega si porta sull'1-0 grazie al tiro di Alpha, che ha unito se stesso al suo Spirito Guerriero Fenix Sovrano dei Cieli, utilizzando l'Armatura (Keshin Armed) che consiste nell'usare il proprio Spirito Guerriero (Keshin) come armatura. Successivamente fa la sua comparsa l'orso-automa Clark von Wunderbar che, tramite le sue Pistole Mixi Max (Mixi Max Gun, ミキシマックスガン?, Mikishi Makkusu Gan), trasforma Fey in un individuo più forte unendo la sua aura con quella di un gigantesco dinosauro di nome Tiranno, dagli occhi rossi e dai capelli rosa. Egli infatti, presa la palla, tira a rete con la tecnica Fauci Giurassiche che Hotel con il Comando di Porta 03 non riesce a fermare: 1-1. Alpha però ribalta il risultato portando la sua squadra sul 2-1. Arion reagisce e sfodera in un solo colpo le sue due nuove tecniche, Tackle Illusorio e Ritmo Travolgente. La partita però s'interrompe bruscamente sotto l'ordine di Alpha e la sua squadra abbandona l'incontro.
A questo punto, giorni dopo, Alpha decide di tornare indietro nel tempo per impedire a Mark Evans di fondare il club di calcio della Raimon. Mark è sconvolto, non capisce perché Alpha voglia distruggere il calcio e tenta di reagire, fino a quando non giungono Arion e Fey ad aiutarlo. Inizia così la seconda sfida tra la Protocollo Omega e gli Arions, che hanno l'onore di avere Mark come loro portiere. Alpha non perde tempo e scalda subito le mani a Mark con un potente tiro, che egli però neutralizza per mezzo della celeberrima Mano di Luce. Alpha ci riprova subito dopo utilizzando stavolta il Comando di Tiro 01 e Mark evoca senza volerlo lo Spirito Guerriero che egli non sapeva minimamente di avere, il Magico Gigante Grandius. Egli, per mezzo della Mano di Grandius, riesce a neutralizzare il tiro di Alpha.
Successivamente si rivede Vladimir Blade, il fratello maggiore di Victor Blade, che entra in campo indossando la maglietta numero 10 degli Arions, offrendo loro il suo aiuto. Infatti grazie a quest'ultimo, con l'Armatura del suo Spirito Guerriero Capo Supremo della Guerra Pendragon, e a Arion con l'Armatura del suo Super Pegaso Alato, gli Arions sconfiggono gli avversari per 2-0. Ma la minaccia della Protocollo Omega di Alpha non si arresta, infatti i protagonisti vengono sfidati il giorno dopo nello stadio della Raimon. Questa volta però a giocare non saranno gli Arions, ma la Raimon vera e propria, i cui unici membri effettivi sono Arion, Riccardo Di Rigo e Jean-Pierre insieme a Fey, Vladimir Blade e sei Doppioni (Dupli). La Raimon vince questa partita per 1-0 grazie a Vladimir che segna con la Rovesciata Micidiale del fratello, dopo che Clark ha unito la sua aura a quella di suo fratello Victor tramite le Pistole Mixi Max.

### Un nuovo avversario: la Protocollo Omega 2.0
Dopo che è stata neutralizzata la Protocollo Omega, il calcio viene vietato per legge in seguito alla partita tra il Giappone e gli Stati Uniti. Arion e i suoi compagni hanno ricordi molto confusi sulla partita e così intuiscono che dietro c'è la El Dorado. Perciò tornano indietro nel tempo di un mese per vedere come era andata effettivamente la partita. Quindi Arion e compagni scoprono che quella non è la rappresentativa del Giappone, ma la Protocollo Omega 2.0 (Protocol Omega 2.0, プロトコル・オメガ2.0?, Purotokoru Omega Ni-den-zero) capitanata da Beta. Gli spettatori vedono la partita come se la Protocollo Omega 2.0 fosse il Giappone e così la Raimon li sfida. La partita, appena comincia, è fissata sul punteggio di 8-0 per il Giappone, punteggio che aumenta non appena Beta prende il possesso della palla. Infatti non appena riceve la palla dal falloso Foxtrot, evoca il suo Spirito Guerriero Atena Signora dei Conflitti nella modalità Armatura. Effettua quindi un potente tiro che Samguk Han, seppur sfoderando la nuova tecnica Mani Esperte, non riesce a bloccare. Il secondo goal di Beta avviene subito dopo e questa volta il tiro è così potente che non solo spiazza Samguk ma lo infortuna anche. Finito il primo tempo per 10 a 0 per il "Giappone", la Protocollo Omega 2.0 comincia a fare falli e, per esempio, quando Foxtrot commette un brutto fallo su Lucian Dark e l'arbitro gli dà il cartellino rosso, quel giocatore continua a giocare nonostante i continui avvertimenti dell'arbitro e November tira la palla addosso all'arbitro stesso. Arion prova ad attivare la modalità Armatura del suo Spirito Guerriero senza però avere successo e allora tira a rete con il suo Pugno della Giustizia, bloccato però, senza l'ausilio di alcuna tecnica, da Beta, che riparte subito all'attacco.
Ella evoca il suo Spirito Guerriero in modalità Armatura e tira a rete con il suo Comando di Tiro 07 che spiazza gli Spiriti Guerrieri di Riccardo, Victor e Ryoma, accorsi in difesa, e anche quello di Jean-Pierre, portando il "Giappone" sull'11-0; la partita viene sospesa subito dopo. Così Beta, grazie al suo Dispositivo Sferico, toglie l'amore per il calcio dalla mente di tutti facendolo diventare odio e, intenzionata a intrappolare Fey nella dimensione compressa, intrappola Mark, che stava cercando di proteggere Fey con la tecnica Mano di Luce V. Dopo essere ritornati nel loro tempo i membri del club di calcio cominciano ad odiare il calcio grazie al controllo mentale che aveva fatto Beta a tutti i giocatori tranne Arion, Ryoma, Victor, Jean-Pierre e Riccardo. Per giustificare la cattura di Mark, la El Dorado fa credere a tutti che sia morto. Così i membri rimasti della Raimon cominciano a cercare un posto per giocare a calcio, ma visto che è stato proibito non lo trovano. Quindi spunta Axel Blaze che sa tutto grazie al Braccialetto Temporale uguale a quello che aveva Vladimir e li fa andare nel luogo di addestramento del Quinto Settore, lo Stadio del Giardino Imperiale (God Eden, ゴッドエデン?, Goddo Eden). Così vanno lì per imparare ad usare l'Armatura degli Spiriti Guerrieri ma dal nulla spunta una squadra che è formata da cinque giocatori della Protocollo Omega sotto gli ordini di Alpha, la Divisione A5 (Team A5, チームA5?, Chīmu A5). Comincia la sfida ma Fey non vuole giocare. Al momento del primo gol della Divisione A5, Mike dice alla squadra che per vincere si devono fare due gol.
Al momento del secondo tiro della Divisione A5 dal nulla spunta uno Spirito Guerriero, Flagello Nero Signore delle Tenebre, che salva la porta difesa da Jean-Pierre: è lo Spirito Guerriero di Tezcat. Così comincia l'addestramento da parte di Tezcat per insegnare ai giocatori della Raimon come utilizzare l'Armatura degli Spiriti Guerrieri. Poi vengono trovati dalla Divisione A5 che lancia loro una sfida: chi segna per primo vince. Così comincia la partita e Arion evoca lo Spirito Guerriero ma non riesce ad evocare l'Armatura. Ma lui non è l'unico che non riesce a farlo, perciò Tezcat unisce la sua aura a quella di Arion con le Pistole Mixi Max, e i capelli di Arion diventano grigi e con le codine di Tezcat. Finalmente Arion riesce ad evocare l'Armatura del suo Spirito Guerriero e riesce a segnare: i cinque giocatori della Raimon vincono la sfida contro la Divisione A5. Clark von Wunderbar manda i giocatori della Raimon duecento anni nel futuro a prendere un quaderno scritto da David Evans, il nonno di Mark Evans. Il quaderno si chiama Insegnamenti del maestro (覇者の聖典?, Hasha no seiten, lett. "Scritture del campione") e si trova in un museo del calcio.
Lì Riccardo, Jean-Pierre, Ryoma, Arion e Victor sconfiggono i Robot Guardiani (Soccer Robots, サッカーロボッツ?, Sakkā Robottsu), che difendono il museo, per 1-0, e recuperano il quaderno. Tuttavia non riescono a decifrarlo, quindi vanno indietro nel tempo con Jude Sharp per incontrare David. Divenuti più forti grazie ai consigli di David, sfidano la Protocollo Omega 2.0. Tuttavia gli avversari si dimostrano molto forti, tanto da passare in vantaggio al primo minuto con lo Comando di Tiro 06 di Mike che Mibibix non riesce a bloccare con la tecnica Parata Eccellente. Victor è in difficoltà perché non riesce a completare l'Armatura del suo Spirito Guerriero, ma le parole di Evans gli danno una tale forza che il tiro del suo Spirito Guerriero in modalità Armatura neutralizza Hotel e sigla il pareggio della Raimon.
Beta raddoppia subito dopo, e David si propone come allenatore per il secondo tempo. Così Fey e Arion, anche grazie alla nuova Tattica Micidiale Riflettore 3D portano la Raimon in vantaggio per 3-2. Nonostante tutto, viene sconfitta col punteggio di 5-3 e Beta riesce a prendere il controllo del quaderno di David Evans e a trasformare quest'ultimo in una Chrono Stone (クロノ・ストーン?, Kurono Sutōn), ovvero una gemma con una "C" creata quando si cerca di far entrare nella dimensione compressa qualcuno con una grande forza di volontà, come ha tentato di fare Beta con David Evans, il che altera il tempo e forma la gemma con la sua anima. Sotto forma di Chrono Stone, David informa su cosa è scritto nel quaderno, che però è stato rubato da Beta, e spiega come sono i giocatori della Squadra Invincibile (Jikū Saikyō Eleven, 時空最強イレブン?, Jikū Saikyō Irebun, lett. "Gli Undici Più Forti dello Spazio-tempo"), che i protagonisti cercheranno di realizzare unendo i giocatori con le auree di personaggi storici tramite le Pistole Mixi Max.

### Viaggio nell'era Sengoku: la sfida finale contro la Protocollo Omega 2.0
Poco dopo la sconfitta subita dalla Protocollo Omega 2.0, essa decide di rovinare il corso del tempo nell'era Sengoku. Così i protagonisti, a bordo del veicolo guidato da Clark, partono in un viaggio indietro nel tempo per ripristinare il corso degli eventi. Arrivati nel Giappone del lontano periodo Sengoku, i nostri eroi si adeguano alle condizioni di vita dell'epoca e conoscono un ragazzo con quattro suoi amici. Il ragazzo in questione si chiama Tasuke ed entra molto in sintonia con il gruppo, tant'è che viene reclutato in squadra insieme ai suoi quattro compagni. L'intento di Clark è di unire l'aura di Riccardo con quella del potente signore feudale Nobunaga Oda per mezzo delle sue Pistole Mixi Max, ma dopo vari tentativi non riesce nell'impresa.
Nel frattempo Beta, per accelerare i tempi, ingaggia una squadra di nome Banda dei Cervi Bianchi (Shiroshikagumi, 白鹿組?) per affrontare la Raimon. Avviene così la partita e proprio questi ultimi, alla fine del primo tempo, conducono già per 2-0 con due reti segnate per mezzo della tecnica Proiettile di Archibugio che spiazza Jean-Pierre per ben due volte di fila. Inoltre Tasuke e i suoi compagni non sanno come si gioca bene a calcio e non sono in totale sintonia col resto della squadra, per questo commettono molti errori. Nonostante tutto, Arion incoraggia Tasuke a lottare e quest'ultimo si fa valere audacemente, insieme ai suoi amici. Jean-Pierre, inoltre, riesce a sviluppare finalmente la modalità Armatura del suo Spirito Guerriero e riesce quindi a bloccare tutti gli attacchi avversari. Quindi, nel secondo tempo la Raimon chiude la partita segnando addirittura dieci reti e così Beta rinuncia a riporre le sue speranze in altre squadre per sconfiggere la Raimon. Tuttavia ella trova il modo di colpire i nemici della Raimon in occasione di una festa tenutasi nel paese: lì avviene l'ultima e decisiva sfida tra la Raimon e la Protocollo Omega 2.0. All'inizio della sfida gli avversari conducono per 1-0 grazie alla rete di Beta che spiazza Jean-Pierre con un gran tiro, il Comando di Tiro SG02. Victor, però, non fallisce nel segnare con il suo Maestro Spadaccino Lancelot nella modalità Armatura e la Raimon pareggia.
Il raddoppio della Protocollo Omega 2.0 arriva subito dopo con un gran tiro di Beta e del suo Spirito Guerriero, il Comando di Tiro 07, che Jean-Pierre, seppur utilizzando l'Armatura del suo Spirito Guerriero, non riesce a bloccare. Nel frattempo continuano i problemi di sintonia tra Tasuke e i suoi amici, che però grazie sempre a Arion e al loro allenatore riescono a fermare gli attacchi avversari con una nuova e potente tecnica di difesa usata da Tasuke, Gorōta e Shishimaru: la Fortezza Notturna. Neanche Riccardo se la passa bene, poiché non è riuscito a fondere la sua aura con quella di Nobunaga, oltre al fatto che non è riuscito ancora a sviluppare la modalità Armatura del suo Spirito Guerriero. Colpito dalle parole dell'allenatore, Riccardo si concentra ed evoca il suo Direttore d'Orchestra in versione Armatura, siglando il pareggio con un gran tiro. Beta tenta successivamente di segnare, ma Tasuke le nega il gol. A questo punto Nobunaga si presenta in campo, accettando di farsi colpire dalle Pistole Mixi Max per passare la sua aura a Riccardo. E così avviene: gli occhi di Riccardo diventano rossi e gli spunta un codino sulla testa. Con questa trasformazione riesce a superare tutti gli avversari come birilli e a colpire a rete con la sua nuovissima tecnica Impulso Effimero. Il tiro è così potente che neanche l'Armatura dello Spirito Guerriero di Beta riesce a neutralizzarlo, in un ultimo e disperato tentativo. Finisce così la partita con la Raimon che neutralizza la Protocollo Omega 2.0 per 3-2 e riesce a togliere il controllo mentale a tutti i giocatori della Raimon che erano stati condizionati da Beta. A questo punto però entra in scena un nuovo inviato della El Dorado, il misterioso Gamma, che insieme ad altri quattro membri nuovi di zecca crea la Protocollo Omega 3.0 (Protocol Omega 3.0, プロトコル・オメガ 3.0?, Purotokoru Omega San-den-zero).

### Viaggio nella Francia del '400: l'arrivo di Goldie e l'attacco di Zanark
Non appena i protagonisti sono ritornati nel tempo normale e si sono riuniti con i loro compagni, ora non più vittime del controllo mentale, fanno la conoscenza di una ragazzina che ha indosso la maglia numero 10. Si chiama Goldie Lemmon e dice di essere l'attaccante di punta della Raimon, poiché aveva sfidato Victor in una sfida e lo aveva battuto. Fey e Clark sospettano un altro paradosso temporale, e infatti è così poiché Goldie, pur essendo nuova agli occhi degli altri, si comporta con una normalità incredibile. Tuttavia viene presa nella squadra e sceglie la maglia numero 78. A questo punto, subito dopo un allenamento, David Evans sotto forma di Chrono Stone annuncia ai giocatori che devono viaggiare nel tempo, precisamente nella Francia del '400 per cercare la celebre paladina Giovanna d'Arco, poiché possiede un potere molto forte da unire con le Pistole Mixi Max.
Questa volta, per il viaggio, vengono selezionati solamente 11 giocatori, per evitare nuovi attacchi mentali (come nell'episodio 6). Vengono scelti: Arion, Victor, Riccardo, Goldie, Lucian, Adé, Eugene, Fey, Ryoma, Jean-Pierre e Aitor. Gabriel Garcia, che ha paura diventare sempre più debole rispetto a Riccardo, chiede subito spiegazioni e Aitor, stranamente colpito da ciò e capendo le preoccupazioni di Gabi, finge di avere un dolore allo stomaco, chiedendo di essere sostituito proprio da lui, cosa che poi avviene. Nel frattempo, nella Francia del '400, anche la Protocollo Omega 3.0 è giunta ma viene bloccata dall'arrivo di un misterioso personaggio, il criminale Zanark Avalonic, che prende il controllo dei giocatori e di Gamma unendoli al potere delle Pistole Mixi Max e rendendoli quindi molto più forti e agguerriti di prima. Intanto Arion e i suoi amici giungono a destinazione, ma mentre sono in giro per la foresta vengono bloccati da soldati francesi; in quell'epoca, infatti, era in corso la terribile Guerra dei cent'anni tra francesi e inglesi. Tra le truppe francesi però, una ragazza si offre di aiutarli: è proprio la paladina Giovanna d'Arco che accoglie calorosamente i protagonisti nel suo castello e li osserva curiosa mentre si allenano. Giovanna viene a conoscenza del calcio, come accadrà successivamente al re di Francia Carlo VII, il quale si offre addirittura di allenare la Raimon. Tuttavia i nostri eroi devono mobilitarsi per aiutare Giovanna a salvare la città di Orléans, minacciata dagli inglesi. A questo punto fanno la loro comparsa i giocatori della Protocollo Omega 3.0 e Zanark che sfidano la Raimon nel castello di Orléans, mentre Giovanna è impegnata nella battaglia contro gli inglesi.
L'inizio non è positivo per la Raimon: Gamma, ricevuta palla dal centrocampista suo compagno, evoca il suo Spirito Guerriero Licaone Lupo Dannato e tira con una velocità pazzesca. Il tiro è così potente e rapido che Jean-Pierre neanche lo vede: 1-0 per la Protocollo Omega 3.0. La Raimon tenta di reagire, ma i suoi giocatori vengono costantemente bloccati dagli avversari. Il più motivato di tutti, però, è Gabriel, che fa di tutto per segnare, anche se viene fermato da Sierra con la tecnica Comando di Difesa 03. Egli è inoltre preoccupato per Giovanna, impegnata nella battaglia. Clark, intanto, cerca di colpire questi ultimi due con le Pistole Mixi Max, ma fallisce più di una volta. Finisce il primo tempo e nella ripresa Carlo VII decide di fare un cambio di formazione: Victor e Lucian passano in difesa e Gabriel e Goldie passano in attacco. Trovate le energie con un grido di Giovanna, Gabriel si dà forza ed evoca inaspettatamente il suo nuovo Spirito Guerriero Valchiria Portabandiera Brunilde con cui blocca la tecnica Comando di Attacco 04 di Juliet. A quel punto Clark colpisce sia Gabriel che Giovanna con le Pistole Mixi Max e Gabriel si trasforma: i suoi capelli diventano biondi, le treccine si allungano, gli occhi gli diventano verdi e indossa gli occhiali. Gabriel diventa molto più potente e preciso nelle incursioni e nei passaggi.
Questi serve Victor che evoca la modalità Armatura del suo Maestro Spadaccino Lancelot con cui colpisce a rete. Il portiere Romeo tenta il Comando di Porta 07 ma fallisce e la Raimon pareggia. Lo stesso Gabriel, subito dopo, serve Riccardo che unisce la sua aura con quella di Nobunaga e tira a rete con l'Impulso Effimero che Romeo, ancora una volta, non riesce a bloccare con la sua tecnica: 2-1. La partita finisce con la vittoria della Raimon e Zanark abbandona furioso il campo. Il giorno dopo la Raimon ritorna nella loro dimensione, dopo aver salutato Giovanna e Carlo VII ed averli ringraziati del loro aiuto. Ma una nuova minaccia attende i protagonisti, poiché Zanark ha finalmente rivelato la sua potente squadra.

### Viaggio nella Cina dei Tre Regni: il ritorno di Sol Daystar
Il prossimo viaggio temporale vede i protagonisti dirigersi nella Cina del periodo dei Tre Regni, per incontrare il misterioso Liu Bei. I giocatori selezionati questa volta per la spedizione sono: Arion, Jean-Pierre, Gabriel, Riccardo, Victor, Fey, Ryoma, Goldie, Michael Ballzack, Aitor e, dopo una lunga assenza, anche Sol Daystar, che si unisce alla Raimon indossando la maglia numero 18. Come detto prima, il suddetto Liu Bei ha una grande abilità come portiere e l'intento dei giocatori della Raimon è quello di fondere tramite le Pistole Mixi Max la sua aura con quella di Jean-Pierre per aumentare il suo potenziale. I nostri amici fanno subito la conoscenza di Liu Bei, che si trova ben accetto a giocare con loro una partitella cinque contro cinque tra la Raimon (composta da Goldie, Arion, Riccardo, Victor e Liu Bei) e una squadra composta da tre membri della Zanark Domain (ザナーク・ドメイン?, Zanāku Domein), ovvero Eka, Panca e Dasan, cui si aggiungono Guan Yu e Zhang Fei, due generali considerati come fratelli da Liu Bei, che hanno subito il controllo mentale da parte di Zanark Avalonic.
Liu Bei, non sapendo dove posizionarsi, viene schierato in porta sebbene siano sconosciute le sue abilità. La partitella comincia con l'attacco dell'attaccante della Zanark Domain Dasan, bloccato però da Victor. Riccardo e Arion, tuttavia, non riescono a farsi vedere in avanti e così Liu Bei, inaspettatamente, abbandona la sua porta per lanciarsi in attacco, lasciandola completamente scoperta. L'attaccante Dasan interviene togliendo palla ad Arion e servendo un compagno che tira verso la porta sguarnita, ma Riccardo ferma il tiro. Sul rinvio di Riccardo, Victor e Arion tirano a rete con il Tornado di Fuoco Doppia Direzione che il portiere avversario Eka tenta di bloccare con una sola mano, ma fallisce e la palla va in rete. Zanark, dopo aver visto quanto accaduto, fa rientrare i tre giocatori e la partita viene sospesa. Nella casa di Zhuge Liang, fra i trabocchetti da superare per poterlo raggiungere, è presente una squadra formata da ben undici giocatori di terracotta, che affronta la Raimon. In porta viene sempre schierato Liu Bei al posto di Jean-Pierre, poiché quest'ultimo deve vederlo in azione.
Inizia subito la partita e una delle statue tira a rete con la tecnica Ingranaggi Acceleranti. Liu Bei, però, blocca il tiro con l'ausilio delle sue sole mani. Sul rilancio di Gabi, Sol evoca il suo Apollo, Spirito del Sole con cui tira a rete e segna, sebbene il portiere di terracotta abbia tentato la tecnica Pugno Irradiante. La statua di terracotta tira ancora ben tre volte a rete, ma Liu Bei riesce a neutralizzare il tiro sebbene abbia una mano indolenzita. Ormai Liu Bei non può più continuare a giocare in porta e Jean-Pierre prende il suo posto. Riprende subito la partita e una delle statue supera Ryoma con la tecnica Rimaterializzazione, per poi ritrovarsi davanti a Jean-Pierre. Essa tira ancora una volta con gli Ingranaggi Acceleranti e Jean-Pierre non riesce ad intervenire, e così le statue pareggiano: 1-1.
Ryoma, furibondo per essere stato superato, riconquista subito la palla dopo il fischio d'inizio e tira a rete con il suo Tiro Ancestrale che però viene respinta dal Pugno Irradiante. Ancora una volta Jean-Pierre non riesce a fermare gli Ingranaggi Acceleranti che si dirige inesorabile in porta, ma Goldie nega il goal sfoderando la sua nuova tecnica micidiale Impasto di Goldie con cui salva la porta. Visto il problema di Jean-Pierre, Gabriel e Riccardo iniziando a difendere la porta dai tiri delle statue intervenendo loro stessi, respingendoli. Però, dopo un feroce incitamento di Liu Bei, Jean-Pierre neutralizza gli Ingranaggi Acceleranti mediante la sua nuova tecnica micidiale Parata Volante. Sul rilancio di Jean-Pierre, Sol evoca il suo Apollo, Spirito del Sole con cui tira a rete con il Bagliore Solare che batte il Pugno Irradiante e sigla il 2-1 della Raimon sulle statue. Il giorno dopo, però, per la Raimon giunge il momento di affrontare la misteriosa Zanark Domain di Zanark Avalonic. Gli avversari si rivelano molto forti, tanto da beffare spesso i protagonisti. Quello più in difficoltà è Sol, che non riesce ad avanzare, bloccato costantemente dagli avversari.
Elusa la difesa, Zanark tira a rete con la tecnica Tiro Catastrofico, che Jean-Pierre non riesce a parare, seppur tentando la modalità Armatura del suo Spirito Guerriero. In seguito Victor evoca il suo Maestro Spadaccino Lancelot in modalità Armatura per fermare Zanark, ma questi unisce la sua aura con quella di Cáo Cāo ed evoca uno Spirito Guerriero chiamato Guerriero del Nord, Xuan-Wu che blocca il tiro di Blade. Sol, ripresa palla, evoca finalmente il suo Apollo, Spirito del Sole e tira a rete con il Bagliore Solare parata però dal portiere Eka con la tecnica Turbine di Sabbia. Subito dopo Fey unisce la sua aura con quella di Tiranno e serve nuovamente Sol che tira a rete ancora con il Bagliore Solare, questa volta bloccata da Zanark con l'ausilio del suo Spirito Guerriero.
La partita, d'un tratto, s'interrompe perché uno Spirito Guerriero è apparso vicino al campo: è lo Spirito Guerriero di Zhuge Liang, che in men che non si dica colpisce Sol, facendo diventare i suoi capelli rosa. Subito dopo lo stesso Sol tira a rete spiazzando il portiere e siglando il pareggio: 1-1. Finisce così il primo tempo e, nell'intervallo, Clark tenta di unire tramite le Pistole Mixi Max Liu Bei e Jean-Pierre, fallendo. Nel secondo tempo Zanark non perde subito tempo e si fonde con l'aura di Cáo Cāo, ma Sol è pronto ad affrontarlo. Infatti, tutti i giocatori della Raimon, Jean-Pierre escluso, iniziano a girare velocemente intorno a Zanark, confondendolo. Egli, infatti, tira subito dopo aver perso la pazienza e la palla colpisce il palo per poi andare fuori. Questa tattica micidiale viene chiamata Formazione a Guscio. A quel punto, però, Zanark decide di annullare il Mixi Max ed evoca il suo nuovo Spirito Guerriero Zodiaco, Principe del Piano Astrale con cui effettua la modalità Armatura; egli infatti, con una velocità super sonica, sbaraglia tutti i giocatori della Raimon e si dirige verso la porta difesa da Jean-Pierre, tirando con la tecnica Tiro Catastrofico che perfora la rete, nonostante Jean-Pierre avesse evocato il suo Spirito Guerriero, e così la Zanark Domain si porta sul 2-1. Jean-Pierre si demoralizza e Zanark continua la sua opera: dopo aver tolto la palla a Ryoma, affronta Gabriel, che ha evocato la sua Valchiria Portabandiera Brunilde, con il suo Zodiaco, Principe del Piano Astrale, superandolo facilmente. L'attaccante effettua ancora una volta il Tiro Catastrofico ma Jean-Pierre è troppo impaurito per parare il tiro e Arion interviene con il suo Super Pegaso Alato nella modalità Armatura insieme a Fey nella modalità Mixi Max, ma vengono respinti dalla potenza dirompente del tiro.
La palla sembra destinata a finire in porta ma prontamente Sol blocca il tiro e lo respinge via. A questo punto Zhuge Liang vorrebbe far ritirare la squadra, ormai quasi distrutta, dalla partita. Grazie alle parole di Sol e Liu Bei, però, Jean-Pierre prende fiducia e grazie alle Pistole Mixi Max riesce finalmente a fondere la sua aura con quella di Liu Bei, cosicché i suoi capelli diventano blu. Sul nuovo tiro di Zanark, Jean-Pierre blocca il potente Tiro Catastrofico con l'ausilio delle sue sole mani. Dopodiché egli serve Fey che entra in modalità Mixi Max e supera Zanark per poi, dopo una serie di passaggi, servire Sol, che dopo aver fuso la sua aura con quella di Zhuge Liang tira a rete, battendo il Turbine di Sabbia di Eka e portando la Raimon sul 2-2. Zanark, ormai furibondo, non appena viene fischiata la ripresa del gioco ruba la palla a Victor e Michael con forza dirompente, ma ad un tratto si blocca ed "esplode", interrompendo la partita sul 2-2. A quel punto, a fine gara, i protagonisti ritornano nel presente in attesa di una nuova sfida. Ma un misterioso personaggio, coperto in volto, compare insieme a Zanark.

### Viaggio nel periodo Edo: la sconfitta della Zanark Domain
Il prossimo viaggio nel tempo vede la Raimon dirigersi nel Giappone del periodo Edo per incontrare il grosso e bizzarro Ryoma Sakamoto. Vengono selezionati per il viaggio temporale Arion, Riccardo, Victor, Jean-Pierre, Gabriel, Ryoma, Goldie, Aitor, Lucian, Fey e Sol. Non appena essi approdano nel Giappone del periodo Edo, entrano subito in contatto con Sakamoto, il quale è ben disposto ad aiutarli. Tutto ad un tratto, però, compaiono i soliti cinque membri della Zanark Domain, che sfidano la Raimon composta da Arion, Riccardo, Jean-Pierre, Ryoma e Lucian. Uno degli attaccanti della Zanark Domain, Navan, tira a rete con un potente tiro ma Jean-Pierre lo blocca dopo aver unito la sua aura con quella di Liu Bei. Su passaggio di Arion, Lucian tira a rete con la Stella Nera che l'improvvisato portiere Sapta non riesce a bloccare con l'ausilio del suo piede destro, segnando l'1-0. A questo punto i cinque giocatori abbandonano il campo e i giocatori della Raimon si uniscono a Sakamoto il quale, poco dopo, decide di entrare a far parte della Raimon, indossando la maglia numero 29. Come era già capitato per Tasuke e i suoi amici nell'era Sengoku, anche lui si trova in difficoltà nel cercare di apprendere velocemente il gioco del calcio. Non dura molto il suo "allenamento", poiché i soliti cinque membri della Zanark Domain sfidano la Raimon in una partita cinque contro cinque. La novità però è la presenza con la maglia numero 17 di Soji Okita, uno dei capitani della Shinsengumi, nella Zanark Domain; infatti, poche ore prima, Okita era stato manovrato da Zanark affinché giocasse per lui. Okita attacca più volte ma Sakamoto riesce spesso a bloccarlo. Con la rete di Victor mediante la modalità Armatura del suo Maestro Spadaccino Lancelot che spiazza Eka si chiude la partita sul punteggio di 1-0. Ma, quando tutto sembra essere calmo, la Zanark Domain a tutti gli effetti si presenta giorni dopo per affrontare definitivamente la Raimon.
Non comincia bene per la Raimon, già sotto di un goal per colpa del Tiro Catastrofico di Zanark che batte Jean-Pierre nonostante avesse fuso la sua aura con quella di Liu Bei. Questo dimostra che Zanark è diventato molto più forte, per aver sconfitto il Mixi Max. La Zanark Domain, inoltre, è diventata anch'essa molto più forte insieme al suo capitano, poiché riesce a superare e prevedere tutte le mosse dei giocatori avversari. Nishiki tenta di fermare l'avanzata nemica ma viene bloccato dal Salto Esplosivo di Sas che serve subito dopo Okita, il quale ha dei problemi di salute che gli impediscono di giocare al meglio; interviene a questo punto Sakamoto, suo amico, per cercare di convincerlo a rinnegare ciò che sta facendo. Tuttavia Okita prosegue lo stesso la sua avanzata ma viene bloccato da Goldie con l'Impasto di Goldie. Dopo di che, Goldie serve Arion che fa un lancio lungo per Fey che unisce la sua aura con quella di Tiranno, avanzando a velocità sonica nell'area nemica, ma Tyrah lo blocca con la Trivella Infuocata, sbalzandolo via. La palla giunge a Victor, il quale tira a rete con il Tiro Portentoso che, nonostante la potenza dirompente, viene neutralizzato dal Turbine di Sabbia di Eka. La situazione è critica, ma nonostante tutto, i giocatori della Raimon continuano a lottare; nuovi dolori pettorali affliggono il povero Okita il quale, dopo essere stato bloccato in scivolata da Sakamoto, s'inginocchia dolorante. Nonostante ciò, Okita si rialza per non deludere le aspettative del suo superiore. Quella sua grande forza d'animo illumina per un attimo Victor, il quale vede in Okita lo spirito combattivo di suo fratello Vladimir.
A questo punto Blade stesso cerca di fermare il sofferente Okita e di farlo ragionare, ma quest'ultimo avanza ignorando le parole di Victor e serve Zanark che a sua volta serve Dasan, che tira a rete con la Cascata Planetaria; Jean-Pierre effettua la modalità Armatura ma viene scaraventato in rete: 2-0. Finisce quindi il primo tempo e Okita accusa ancora problemi al cuore. Nonostante tutto, però, Zanark rimane indifferente di fronte al male di Okita, anzi decide addirittura di sostituirlo con Navan, facendo sedere Okita sulla panchina della Raimon. La partita riprende subito dopo e Ryoma è in collera per il gesto di Zanark; dopo una serie di passaggi la palla giunge a Sakamoto che tenta un'incursione ma viene bloccato da Tyrah, la quale serve Sas che a sua volta passa a Asta il quale supera facilmente la Rete da Caccia di Aitor. Gli attacchi della Zanark Domain si fanno più violenti e dirompenti e sul passaggio di Zanark Dasan è pronto a tirare a rete ma viene bloccato da Victor in volo, il quale cerca di avanzare ma viene bloccato contemporaneamente da Asta e Sapta che lo sbalzano via.
Egli però riconquista la palla ma viene ancora una volta bloccato da Tyrah e Catvari, ma anche dopo questo blocco l'attaccante continua imperterrito ad avanzare verso la porta, anche se circondato dai difensori avversari. Ma in un attimo, non appena i difensori stanno per dare il colpo di grazia a Victor, un raggio lo colpisce. La fusione della sua aura con quella di Okita è finalmente avvenuta. Con uno scatto repentino, Victor supera tutti i difensori e tira a rete con la nuovissima tecnica Katana Crisantemo che spiazza Eka e accorcia le distanze: 1-2. La partita con la rete di Blade cambia drasticamente: Aitor blocca Asta con la Rete da Caccia Livello 2 e serve Sol che a sua volta serve Arion che però viene bloccato da Tyrah con la Trivella Infuocata. Sul successivo passaggio di Navan, Dasan tira nuovamente a rete con la Cascata Planetaria. Jean-Pierre questa volta riesce a bloccare il tiro con la modalità Armatura e la porta della Raimon è salva. Sul rilancio di Jean-Pierre, però, Zanark intercetta il pallone e si dirige verso la porta di Lapin dopo aver superato Fey nella modalità Mixi Max, Sakamoto e Gabriel. Quando ormai sembra che Zanark abbia la strada spianata verso la porta si piazza davanti a lui Ryoma che però viene facilmente superato. Zanark però sta cominciando ad "esplodere" una seconda volta e dopo una rapida esplosione appare il suo Spirito Guerriero Zodiaco, Principe del Piano Astrale, però avvolto da catene.
Ryoma, vedendolo in difficoltà, si lancia verso di lui, non riuscendo a resistere all'impulso di aiutarlo, pur essendo un suo avversario, ed evocando il suo Grande Samurai Musashi taglia le catene che tenevano incatenato lo Spirito Guerriero di Zanark, liberando quest'ultimo dall'esplosione. Zanark cade a terra e Ryoma riesce ad unire la sua aura con quella di Sakamoto, rendendo completa la seconda trasformazione. Zanark, deciso ad affrontarlo, effettua il Mixi Trans con l'aura di Cáo Cāo ma viene sbalzato via dalla nuova tecnica di Ryoma, Corrente Nera; subito dopo egli serve Riccardo che effettua il Mixi Trans con l'aura di Nobunaga e tira a rete con l'Impulso Effimero che spiazza Eka e sigla il pareggio della Raimon: 2-2. La partita riprende con Sas che supera Fey con il Salto Esplosivo, ma viene bloccato da Goldie con l'Impasto di Goldie; la ragazza serve nuovamente Fey che, dopo aver effettuato il Mixi Trans, tira a rete con la tecnica Fauci Giurassiche, bloccata però dal Turbine di Sabbia di Eka. Dall'altra parte Dasan impegna Lapin con la Cascata Planetaria, bloccata però da quest'ultimo mediante il Mixi Max con Liu Bei.
La partita è accesissima e non accenna a finire, se non quando Arion serve Fey che tira nuovamente con la tecnica Fauci Giurassiche, che Eka non blocca ma respinge solamente. La palla giunge sui piedi di Ryoma, il quale si dirige verso la porta con Eka ormai a terra, ma si ritrova davanti Zanark il quale evoca il suo Spirito Guerriero Zodiaco, Principe del Piano Astrale nella modalità Armatura. Anche Ryoma evoca il suo Spirito Guerriero nella modalità Armatura e tira a rete con grande potenza. Zanark tenta di bloccare il tiro ma fallisce e la palla finisce in rete: è il 3-2 finale della Raimon che sconfigge quindi la Zanark Domain. Dopo l'ordine di Arion di restituire loro Mark, Zanark gli lancia la Chrono Stone che racchiude l'anima del loro caro allenatore, ma essa viene afferrata dal personaggio misterioso che Zanark aveva incontrato in Cina, ed egli sparisce misteriosamente. A questo punto i giocatori della Raimon salutano Sakamoto e Okita e ritornano nel presente. Avviene poco dopo un breve discorso tra Zanark e il personaggio misterioso, durante il quale subentra un altro fantomatico personaggio, vestito di arancione e con degli strani occhialini.

### Viaggio nel Periodo Giurassico: l'entrata in squadra di Sor e la potenza della Squadra Perfetta
Il prossimo viaggio dei protagonisti prevede un'avventura nel periodo preistorico del Giurassico. I giocatori selezionati per la spedizione temporale, questa volta, sono: Arion, Victor, Riccardo, Gabriel, Jean-Pierre, Fey, Ryoma, Sol, Goldie, Aitor e Eugene. Si rivela, inoltre, la più pericolosa e temibile delle squadre della El Dorado, la Squadra Perfetta (Perfect Cascade, パーフェクト・カスケイド?, Pāfekuto Kasukeido). Alla Raimon, per fronteggiare il nemico, si unisce un simpatico ragazzino di nome Sor che stranamente vive in quel periodo in cui non dovrebbero esistere esseri umani, che li salva dall'attacco di un T-rex e li porta nella sua caverna da Papà, un quetzalcoatlo rosso, affermando che si tratta di suo padre e di essere nato da un suo uovo. Sor, su richiesta dei giocatori della Raimon, li conduce da Boss, una femmina di dinosauro, e dal suo piccolo Big. Boss però è controllata dal capitano della Squadra Perfetta RX. Alla fine Boss muore sotto gli occhi della Raimon e di Big, e quest'ultimo verrà accudito dalla Raimon stringendo un forte legame con Fey. Contro la Squadra Perfetta Sor si unirà alla Raimon indossando la maglia numero 21 e piazzandosi in difesa. Non appena comincia la partita, però, i temibili avversari passano subito in vantaggio con un potente tiro che Jean-Pierre trattiene ma non blocca. Subito dopo arriva il raddoppio, nella stessa maniera sebbene Lapin avesse effettuato il Mixi Trans con Liu Bei. La partita, in poco tempo, diventa a senso unico: la Squadra Perfetta infatti conduce per 11-0 e la Raimon non accenna a reagire. Persino Goldie viene bloccata da OC nonostante avesse cercato di fermarlo con l'Impasto di Goldie. Sor si ritrova davanti OC e cerca di fermarlo con il suo Spirito Guerriero Jaguar, Guerriero Preistorico ma viene superato. OC tira e Jean-Pierre con il Mixi Max sembra bloccare il tiro ma viene sbalzato in rete: 12-0. È netta la superiorità degli avversari capitanati dal freddo RX, e la partita si conclude sul 19-0 per la Squadra Perfetta.
RX, poco dopo, sotto ordine del suo allenatore Shemer Guile, effettua il controllo mentale ma inaspettatamente Papà emette un urlo acuto che richiama una schiera di dinosauri che spazza via i giocatori della Raimon, salvandoli. Il giorno dopo, essi decidono di allenarsi sotto consiglio di Papà in un campo disseminato da dinosauri grigi molto rapidi nel rubare la palla. Durante questo allenamento Goldie evoca il suo Spirito Guerriero Amaterasu, Guerriera dell'Aurora e Sor migliora notevolmente nel gioco del calcio. Fey, invece, appare molto demotivato. La notte stessa, infatti, Fey e Big si incontrano e Goldie assiste al loro incontro di nascosto. Il giorno dopo la Raimon affronta di nuovo la Squadra Perfetta e e sembra riuscire a tenere testa ai potenti avversari, dopo che Riccardo, Victor, Jean-Pierre, Gabriel, Ryoma, Sol e Fey hanno effettuato il loro rispettivi Mixi Trans. Ma RX delude le loro aspettative, dopo che lui e OC evocano i loro strani Spiriti Guerrieri, due Ombra di Plasma. Su tiro di OC, Lapin non riesce ad opporsi e gli avversari passano in vantaggio. Il punteggio poi continua a salire per gli avversari fino al 4-0. In quel momento Sor evoca il suo Spirito Guerriero Jaguar, Guerriero Preistorico e con la tecnica Lancia del Cacciatore riesce a rubare la palla ad un avversario.
Passa poi la palla a Victor che tira a rete con la tecnica Katana Crisantemo che però il portiere avversario VW blocca facilmente con il Comando di Porta 16. Sul rilancio del portiere e sotto l'ordine dell'allenatore, RX effettua insieme ai suoi compagni la Tattica Micidiale Super Tattica AX5, che mette fuori gioco tutti i giocatori della Raimon e libera RX, che tira a rete siglando il 5-0. La Raimon non riesce ad avanzare per colpa della terribile Tattica Micidiale della Squadra Perfetta, che intanto ha siglato il 6-0, ma Goldie non si arrende e cerca di convincere un ormai demotivato e demoralizzato Fey ad aiutarla. Ella infatti si fa incontro agli avversari evocando il suo Spirito Guerriero con Fey dietro di lei e si libera di un avversario con la tecnica del suo Spirito Guerriero Freccia Abbagliante; ma proprio in quel momento arrivano dei dinosauri in mezzo al campo, causando scompiglio. Essi infatti sono stati manovrati dal controllo mentale della El Dorado per poter distrarre la Raimon. La Squadra Perfetta, al contrario, riesce ad avanzare nonostante l'ostacolo e si porta sul 7-0. Arion si fa vedere poco dopo in avanti con il suo Spirito Guerriero Super Pegaso Alato in modalità Armatura e colpisce i dinosauri con delle pallonate per risvegliarli dal controllo mentale, e così fanno tutti i suoi compagni. Poco dopo gli attaccanti OC e MT evitano Fey e tirano a rete con la tecnica combinata Comando di Tiro 20 che spiazza Jean-Pierre e sigla il 9-0 per la Squadra Perfetta. Deciso ormai a togliere di mezzo Fey, Shemer Guile attiva il controllo mentale su Spike, un triceratopo prima rivale di Boss e ora nemesi di Big.
Proprio mentre Spike sta per schiacciare Fey, Big interviene in suo soccorso e lo affronta a viso aperto. Fey però è sempre più demotivato e Goldie prova a farlo reagire: avviene un istantaneo flashback nella memoria di Fey, su quando lui era piccolo e si sentiva insicuro, ma il calcio era la sua unica salvezza. Il tempo per pensare però viene interrotto dalla continua pressione degli avversari che bloccano ogni manovra della Raimon. Le parole di Goldie infondono finalmente coraggio a Fey che, riconquistato il pallone, evoca il suo nuovo Spirito Guerriero Robin, Signore della Velocità e in quel momento anche Big inaspettatamente evoca uno Spirito Guerriero che spaventa e fa fuggire Spike. In quel momento avviene il Mixi Trans di Fey con Big: i capelli di Fey diventano blu scuro e la sua carnagione più scura. Fey diventa quindi il primo giocatore della serie ad usare sia il Mixi Max che la modalità Armatura del suo Spirito Guerriero contemporaneamente. Poi Fey supera tutti gli avversari e tira a rete con la nuova tecnica Zanne Aguzze; VW prova il Comando di Porta 16 ma fallisce e la Raimon si porta sull'1-9. Poco dopo Riccardo, Victor, Arion e Ryoma effettuano le modalità Armatura dei loro Spiriti Guerrieri e Clark decide di fondere l'aura di Sor con quella di Papà: i suoi capelli diventano rossi e più lunghi mentre il teschio sulla sua testa giallo. Così Sor diventa molto più forte e dopo una serie di passaggi la palla giunge a Fey, che tira a rete con Arion con la tecnica Super Tiro Rimbalzante che batte nuovamente VW e sigla il 2-9. A quel punto Guile ordina a RX di reagire. Quest'ultimo, passando dalla Modalità Allenamento alla Modalità Normale, con una potenza impressionante riesce a rompere tutte le modalità Armatura dei giocatori della Raimon semplicemente colpendoli con il pallone violentemente. Poi RX tira a rete e sia Goldie con l'Impasto di Goldie che Gabriel con La Flamme falliscono nel fermare il tiro, ma non Jean-Pierre che usa la sua nuova tecnica micidiale Inno dei Tre Regni. A quel punto però la partita s'interrompe bruscamente sul punteggio di 9-2 per la Squadra Perfetta visto il suo inaspettato ritiro dal campo. La Raimon abbandona quindi il periodo Giurassico per tornare nel presente.

### Viaggio nell'epoca di Re Artù: l'ultima sfida contro la Squadra Perfetta
Il prossimo viaggio vede la Raimon nell'Inghilterra dell'epoca di Re Artù. I giocatori selezionati sono: Arion, Riccardo, Gabriel, Victor, Jean-Pierre, Sol, Ryoma, Goldie, Fey, Sor, Michael e Lucian. Nel viaggio, però, Arion, Clark von Wunderbar e Fey si distaccano e mentre vanno da re Artù scoprono che gli altri membri della Raimon giunti nell'Inghilterra del tardo quinto secolo sono entrati a far parte dei Cavalieri della Tavola Rotonda (Entaku no Kishi, 円卓のきし? lett. "Cavalieri della Tavola Rotonda"). Inoltre Artù indice una sfida tra gli Arions e i Cavalieri che si conclude sul punteggio di 1-1 con reti di Blade per i Cavalieri e Arion per gli Arions. Ma ad un tratto appare nel campo la Regina dei Draghi, una femmina di drago controllata da RX, la quale lancia una sfera di luce viola per catturare Skie Blue, ma Goldie si mette in mezzo e viene catturata al suo posto. Fey e Arion cercando di salvarla utilizzando il Super Tiro Rimbalzante senza successo. A quel punto Artù organizza una spedizione di soccorso assieme ad Arion ed al resto del gruppo per salvare Goldie dalla Regina dei Draghi. Avviene uno scontro tra quest'ultima e Artù e alla fine di esso appare la Squadra Perfetta che sfida i Cavalieri, che integrano nella squadra anche Arion e Fey, oltre a Goldie dopo averla liberata. Non appena inizia la partita, però, RX ed il resto della squadra si trasformano in androidi. Molto più veloci di prima, MT e OC tirano con lo Comando di Tiro 20; Aitor fallisce con la sua Rete da Caccia Livello 2 e Jean-Pierre tenta la tecnica Inno dei Tre Regni ma prima di poterla usare la palla s'insacca in rete: 1-0. Subito dopo gli stessi MT e OC raddoppiano, sebbene questa volta Lapin avesse usato effettivamente la sua tecnica. Con la Squadra Perfetta in vantaggio per 2-0 si conclude il primo tempo.
Nel secondo tempo tutti i giocatori avversari evocano subito i loro Spiriti Guerrieri Ombra di Plasma in modalità Armatura per mettere fuori uso la Raimon una volta per tutte passando anche dalla Modalità Normale a quella Hyperdrive; essi infatti usano la tecnica Comando di Difesa 14 e con essa mettono fuori gioco Fey e dopo averlo superato mettono in seria difficoltà il resto della sua squadra. Sull'azione successiva, al terzo tiro di MT e OC, la tecnica di Lapin fallisce e la Squadra Perfetta si porta sul 3-0. Goldie tenta l'offensiva dalle retrovie ma viene bloccata dal Comando di Difesa 14 e sbalzata via. Il pallone scivola fuori dal campo e finisce nel lago vicino: a quel punto spunta fuori in modo dirompente dall'acqua la Regina dei Draghi. Visto il rapporto intenso tra lei e Goldie, la Regina dei Draghi le dona i suoi poteri e i capelli di quest'ultima diventano biondo chiarissimo, la sua fascia grigia e gli occhi azzurro chiaro. La sua nuova tecnica Illusione Abbagliante riesce a bloccare l'avanzata nemica e così lei serve Arion che, preso da un forte moto di fiducia, viene colpito dalle Pistole Mixi Max e unito ad Artù. Egli sfodera la nuovissima tecnica Spada Reale e supera in un colpo solo ben due avversari. Sul suo passaggio, Victor tira a rete con la Katana Crisantemo dopo il Mixi Trans con Okita e VW non tenta neanche la parata: 1-3. Il goal del 2-3 avviene poco dopo con Ryoma ed il suo Tiro Ancestrale; poi Goldie realizza la sua prima rete con la maglia della Raimon con la sua nuovissima tecnica Tiro Impastato e porta il risultato sul 3-3. Fey conclude la partita con le Zanne Aguzze alla quale VW per la quarta volta non si oppone, portando la squadra sul 4-3. I Cavalieri della Tavola Rotonda hanno finalmente sconfitto la Squadra Perfetta.

### Viaggio nel futuro: la battaglia contro la New Gen e la partita tra El Dorado Team 1 e Zan
Dopo essersi conclusa la spedizione temporale nell'epoca di Artù, i protagonisti si dirigono nel futuro per fermare una volta per tutte la El Dorado. Arrivati alla sede dell'organizzazione, essi vi trovano Samguk, Subaru Honda, Wanli ChangCheng, Eugene, Adé Kébé, Hugues Baudet e Shunsuke Aoyama inspiegabilmente presenti lì, ma pronti ad aiutarli. In realtà i due capi della El Dorado William Toddsforth e Shemer Guile hanno in mente di stringere un'insolita alleanza con la Raimon per fronteggiare il misterioso ma temibile Simeon AYP, capo di un'organizzazione denominata New Gen (Fēda, フェーダ?) che ha l'obiettivo di dominare il mondo. I membri di questa organizzazione fanno parte dei Ragazzi Ultraevoluti (Second Stage Children, セカンドステージ・チルドレン?, Sekando Sutēji Chirudoren), ragazzi che grazie ad un gene modificato hanno capacità fisiche e psichiche esponenzialmente migliorate e quindi giocano eccelsamente a calcio. Le squadre del New Gen stanno distruggendo una dopo l'altra le sedi dell'El Dorado, ma nei giorni precedenti sono venuti a proporgli di giocare contro di loro il torneo Ragnarok. E così i giocatori delle tre Protocollo Omega e della Squadra Perfetta si uniscono alla Raimon, formando ben tre squadre: El Dorado Team 1 (El Dorado Team 01, エルドラドチーム01?), El Dorado Team 2 (El Dorado Team 02, エルドラドチーム2?) ed El Dorado Team 3 (El Dorado Team 03, エルドラドチーム03?), allenate rispettivamente da Jude Sharp, da Shemer Guile stesso e da Axel Blaze.
Con grande sorpresa si rivedono Beta, Gamma e Alpha, i quali non sono molto in sintonia tra loro, poiché sono stati messi nella stessa squadra, e soprattutto Wanli avrà molto da ridire su questa loro unione in una stessa squadra. Nelle partite di allenamento effettuate dalle tre squadre è da notare il Comando di Tiro 06 di Sierra neutralizzato da Samguk con la Mano di Luce X +2 (mostrata in questa serie per la prima volta); Samguk infatti è stato istruito da David Evans durante l'ultimo viaggio della Raimon. Non molto dopo avviene la prima sfida contro i Ragazzi Ultraevoluti: si affrontano in campo l'El Dorado Team 1, capitanato da Victor Blade, e la Zan (ザン?), il cui capitano è Zanark Avalonic. Sia Victor che Ryoma non perdono tempo e si avviano verso la porta ma nonostante il tiro di Blade, che ha effettuato il Mixi Trans con Okita, il portiere avversario Feduhm blocca il tiro con una sola mano; al secondo tentativo, questa volta con la tecnica Katana Crisantemo, Feduhm lo blocca ancora con una sola mano. Subito dopo Blade evoca il suo Maestro Spadaccino Lancelot in modalità Armatura e tira a rete. Questa volta Feduhm evoca il suo Spirito Guerriero Atlanticus, Mostro degli Abissi con la cui tecnica Super Vortice d'Acqua neutralizza il tiro dell'attaccante.
Victor prova ancora ad attaccare, ma viene bloccato più e più volte fallosamente dai suoi avversari, finché non cade a terra, infortunato alla gamba ed esausto. In seguito Ryoma attacca utilizzando il Mixi Max e superando un avversario con la Corrente Nera, ma viene bloccato poco dopo da Garreau; Shunsuke subito dopo dribbla un avversario con la tecnica Toccata e Fuga e in difesa Subaru si difende con la tecnica A Tutto Vapore. Rodh, per gli avversari, ricevuta la palla evoca lo Spirito Guerriero Signore dei Mari Poseidone e tira a rete con la tecnica Arpione Silurante, bloccata da Samguk con la Mano di Luce X +2. Sia Ryoma con il suo Tiro Ancestrale con la modalità Armatura e Fey con la sua nuova tecnica di tiro con Spirito Guerriero Febbre della Luna Piena attaccano ma Feduhm blocca le conclusioni con il Super Vortice d'Acqua. La Zan passa poco dopo in vantaggio grazie a Dijbz e alla sua Doppia Elica che spiazza Samguk. Il raddoppio arriva poco dopo con Zanark e il suo Tiro Catastrofico (in realtà era il Disaster Break G2 ma nella versione italiana non è stato tradotto il nome del livello). Samguk riesce a parare un tiro di Djibz con la Ultra Mano di Luce X ma non riesce a bloccare il tiro dello Spirito Guerriero Corvo dalle Ali Nere di Garreau, che sigla così il 3-0 della Zan. Ad un certo punto, però, Simeon inizia a muovere le mani emanando una luce verde che colpisce Fey, ridandogli i ricordi da ultraevoluto che gli aveva sottratto. Tra lo stupore generale Fey, con la palla al piede, si volta e tira nella porta di Samguk segnando un clamoroso autogol, che porta la Zan sul 4-0. Nel secondo tempo Victor fa finta di tirare con la modalità Armatura del suo Spirito Guerriero per servire invece Goldie che evoca la sua Amaterasu, Guerriera dell'Aurora in modalità Armatura e tira a rete con esso. Feduhm tenta il Super Vortice d'Acqua ma fallisce e l'El Dorado Team 1 si porta sull'1-4. Ma poco dopo la Zan inizia un gioco violento e, sul potente tiro di Garreau, essa si porta sul 5-1. Finisce così la partita, con la Zan vincitrice, ma David Evans suppone che Zanark sia l'undicesimo giocatore della squadra invincibile.

### La seconda sfida: El Dorado Team 2 contro Team Gir
Il giorno dopo avviene la seconda partita tra l'El Dorado Team 2 e la Team Gir (Giru, ギル?), capitanata da Mehr. Sotto lo stupore di tutti, nell'El Dorado Team 2 con la casacca numero 99 c'è Zanark Avalonic, il quale, dopo una riflessione con David Evans, ha deciso di schierarsi con la Raimon e la El Dorado. All'inizio della partita Gamma avanza da solo, ignorando Riccardo ed il resto dei compagni e viene fermato da Mehr la quale, in coppia con Ghiris, dopo aver superato gli avversari tira a rete con il Futuro Negativo. Wanli tenta la tecnica Muraglia di Atlantide ma fallisce, come pure fallisce Romeo con il Comando di Porta 07: 1-0 per la Team Gir. Ma il giocatore più attivo della El Dorado Team 2 si rivela proprio Zanark: infatti egli recupera palla più volte e si fa vedere dalle parti avversarie molto spesso, a conferma del fatto che, come sostiene David Evans, egli sia l'undicesimo supremo. Ma purtroppo ognuno nella squadra gioca per conto suo, poiché nessuno si fida dell'altro e Riccardo cerca inutilmente di placare tutto questo; approfittando della confusione, Ghiris e Mehr evocano contemporaneamente i loro Spiriti Guerrieri, rispettivamente Anime Intrecciate degli Amanti ♂ e Anime Intrecciate degli Amanti ♀, con i quali superano sia Wanli che Papa. Riccardo si intromette per fermarli con la modalità Armatura del suo Direttore d'Orchestra ma viene sbalzato via; Mehr quindi tira con la tecnica del suo Spirito Guerriero Spada del Cuore che batte il Comando di Porta 07 di Romeo e porta la Team Gir sul 2-0. Riccardo, poi, tenta inutilmente di fermare un inferocito Zanark diretto verso la porta della Team Gir ma viene sbalzato via dal suo stesso compagno. A quel punto prova ad effettuare il Tiro Catastrofico ma tre difensori saltano in area per fermarlo. Zanark tira ugualmente, sbalzandoli via, ma il portiere Bhufa blocca il tiro sulla linea. Sul rilancio Zetoh tira a rete e Wanli respinge il tiro con la sua Muraglia di Atlantide 2.0, ma la palla giunge sui piedi di Mehr e Ghiris che tirano ancora a rete con il Futuro Negativo, e per la terza volta Romeo non riesce ad opporsi con il Comando di Porta 07 e la Team Gir si porta sul 3-0.
Il tiro, però, ha infortunato Romeo ed egli è costretto ad uscire in barella. Tra lo stupore generale entra in campo l'androide costruito da Shemer Guile e somigliante a Mark Evans: Automark. Poco dopo l'ingresso di quest'ultimo la partita riprende con Riccardo che utilizza la sua Tattica Micidiale Virtuoso Vulcanico per servire Alpha, Beta e Gamma. Sulla serie di passaggi i tre trovano finalmente un'intesa e tirano a rete con la tecnica combinata Comando di Tiro 24; il portiere Bhufa prova la tecnica Repulsione ma fallisce e l'El Dorado Team 2 si porta sull'1-3. Il secondo goal lo segna Riccardo con l'Impulso Effimero dopo il Mixi Trans e anche questa volta Bhufa fallisce con la sua tecnica. Il goal del pareggio lo sigla Beta con il suo Comando di Tiro SG02; dall'altra parte Ghiris e Mehr tirano con il Futuro Negativo ma Automark neutralizza il tiro con la tecnica Mano dei Pinguini. La Team Gir avanza e dopo aver superato Aitor con la sua Rete da Caccia Livello 2 e Wanli con il suo Muraglia di Atlantide 2.0, Ghiris e Mehr provano ancora a segnare con il Futuro Negativo. Al secondo tentativo però il portiere-androide respinge solamente il tiro con la Mano dei Pinguini; Ghiris e Mehr ne approfittano e tirano ancora con l'ausilio dei loro due Spiriti Guerrieri. Automark reagisce ed evoca il suo Spirito Guerriero Cartoncino, il Primo della Classe, con cui respinge il tiro, ma si distrugge all'istante per la potenza del colpo. La palla sembra destinata in rete dopo il Futuro Negativo dei due fidanzati ma il tiro viene fermato di petto da Zanark che, con forza incredibile, sbaraglia tutta la Team Gir e tira a rete con una potenza smisurata, tanto che Bhufa viene scaraventato in rete. Finisce così la partita con l'El Dorado Team 2 vincitrice sulla Team Gir per 4-3.

### La terza sfida: El Dorado Team 3 contro Team Ghar
Dopo la sconfitta dell'El Dorado Team 1 e la vittoria dell'El Dorado Team 2, arriva il giorno della terza sfida, quella tra El Dorado Team 3 e Team Ghar (Garu, ガル?). Quest'ultima, tra lo stupore generale della squadra, soprattutto di Arion, è capitanata da Fey, il quale è determinato a sconfiggere gli avversari, giurando fedeltà estrema ai Ragazzi Ultraevoluti e rinnegando Arion ed il resto dei suoi compagni. Dopo il fischio d'inizio Arion avanza, anche se Fey e i suoi nuovi compagni rimangono immobili senza intervenire; sul passaggio di Arion, Sol evoca il suo Apollo, Spirito del Sole in modalità Armatura e tira a rete con esso. Il tiro, però, non viene bloccato dal portiere Chitoh ma neutralizzato dal piede del rapidissimo Fey, giunto in un istante davanti alla porta. A quel punto quest'ultimo, in un battito di ciglia, si dirige verso la porta dell'El Dorado Team 3 e tira a rete con la tecnica Tiro Rimbalzante; Jean-Pierre prova la Parata Volante ma viene scaraventato in rete: 1-0 per la Team Ghar. In seguito lo stesso Fey, dopo essersi liberato facilmente di Sor, tira a rete con forza; Jean-Pierre effettua il Mixi Max Trans e tenta la parata ma viene di nuovo scaraventato in rete: è il 2-0 per la Team Ghar nel giro di pochissimo tempo. Fey è inarrestabile: dopo aver superato Sol, Adé e Eugene, si avventa su Jean-Pierre, uscito dalla porta per afferrare la palla, e lo sbalza via; la palla carambola lì vicino e prima che Fey possa tentare il tiro viene bloccato da Arion, che cerca di farlo redimere, ma inutilmente. Con un violento colpo inferto dal pallone Fey sbalza via il suo ex-amico. Nonostante tutto, però, Arion si rialza, deciso a far ragionare il suo amico. Infatti, riesce a togliergli palla con la tecnica Tackle Illusorio, ma quando però cerca di superarlo con la tecnica Ritmo Travolgente viene sbalzato via e, su questa azione, si conclude il primo tempo con la Team Gjar in vantaggio per 2-0. Ma in quel momento, sugli spalti, si intravede la figura di Zanark Avalonic che chiede ad Axel e al resto della squadra di poter entrare a farne parte, poiché è diventato una persona nuova e vuole aiutarli. Così nel secondo tempo entra in campo al posto di Luke; non appena viene battuto il calcio d'inizio della ripresa, Fey riceve palla e avanza verso la zona dell'El Dorado Team 3, superando Zanark, rimasto immobile, scaraventando via Arion che gli si era parato davanti e superando Ar-ecs, Adé e Eugene con grande facilità.
A questo punto, Fey serve il suo compagno Yuh, che era stato lasciato scoperto, ma il pallone viene intercettato da Zanark, accorso velocissimamente. Egli serve poi Juliet, che viene atterrata fallosamente da Yurkeh, ma senza troppi problemi Zanark riconquista il pallone. Serve poi Arion, che passa il pallone a Ar-eca, e quest'ultimo serve ancora Zanark che, dopo aver superato Rokah, avanza indisturbato verso l'area nemica: egli, infatti, aveva incontrato durante un recente viaggio un potente e gigantesco uragano chiamato Uragano Z e con esso si era fuso: poco dopo, infatti, esegue il Mixi Max Trans con l'Uragano Z e così facendo i suoi occhi diventano gialli e i suoi capelli più scuri con un lungo codino bianco dietro. Poco dopo tira a rete con la tecnica Io Sono Invincibile e Chitoh evoca il suo Spirito Guerriero Amorette, Schianto dalle Cinque Code; egli prova la tecnica Sagome Difensive ma il tiro di Zanark è molto più forte: 1-2. Poco dopo Fey serve Yuh che supera Ar-ecs con la tecnica Esche Ingannevoli per poi passare la palla a Dekih; davanti a lui, però, si piazza Gabi, che evoca il suo Spirito Guerriero Valchiria Portabandiera Brunilde in modalità Armatura e lo blocca. Sul suo passaggio, però, Eugene viene sbalzato via e la palla passa sui piedi di Yuh che evoca lo Spirito Guerriero Chione, Regina delle Nevi con cui tira a rete con la tecnica Proiettile Glaciale. Il tiro viene però bloccato da Sor con la modalità Armatura del suo Jaguar, Guerriero Preistorico. Avviene dopo uno scontro tra Arion e Fey, vinto dal primo, che serve Juliet che a sua volta serve Zanark. Dopo aver sbaragliato ben tre difensori, Zanark tira a rete ancora con la tecnica Io Sono Invincibile; Chitoh tenta di nuovo con il suo Spirito Guerriero la tecnica Sagome Difensive ma fallisce ancora e l'El Dorado Team 3 pareggia. L'incontro prosegue ma Fey rimane immobile in mezzo al campo; il suo sguardo è posato sulla tribuna d'onore dove sono seduti Simeon AYP e il Benefattore X. Ad un tratto, Fey inizia ad emanare energia blu-viola, scatenando i suoi poteri da UltraEvoluto: tutti i giocatori dell'El Dorado Team 3, eccetto Ar-ecs (dato che è un robot), vengono colpiti da forti dolori alla testa che impediscono loro di poter giocare.
Ar-ecs però attiva la  Modalità Hyperdrive insieme alla modalità Armatura del suo Ombra di Plasma ATT e con esso tira a rete con potenza; Chitoh, in risposta, evoca lo Spirito Guerriero Amorette, Schianto dalle Cinque Code ed effettua le Sagome Difensive, con cui neutralizza il tiro. Dopo di ciò i giocatori della Team Gar iniziano a colpire più volte Ar-ecs fino a farlo smettere di funzionare, facendolo giacere a terra. La palla poi giunge sui piedi di Fey che, con Jean-Pierre paralizzato, ha l'occasione di concludere la partita, ma viene bloccato dal Benefattore X. Fey rimane immobile e i dolori alla testa di tutti i giocatori dell'El Dorado Team 3 cessano, ma sul passaggio di Sor per Arion la partita si conclude sul 2-2. Il Benefattore X, poi, prende Fey svenuto e lo porta negli spogliatoi, dove gli rivela la sua vera identità: è Asurei Rune, suo padre. Entrano poi Goldie ed il resto dell'El Dorado Team 3 e lei stessa rivela a tutti di essere la madre di Fey. Dopo che Fey stesso è ritornato con la Raimon, viene però stabilito da Simeon che ci sarà una nuova sfida tra la squadra più forte della New Gen e quella più forte della El Dorado, unita alla Raimon.

### La partita decisiva: Chrono Storm contro la Lagoon e il ritorno di Mark Evans
Dopo ben 42 puntate di assenza, viene liberato dallo stato di Chrono Stone Mark Evans, che ritorna quindi a sedere in panchina come allenatore della Chrono Storm, la squadra definitiva. Essa affronta, nel Ragnarock Stadium, l'ultima squadra del New Gen, la Lagoon (The Lagoon, ザ・ラグーン?, Za Ragūn), capitanata da Simeon AYP, che vantano in squadra anche i due fidanzati della Team Gir, Ghiris e Mehr. Inoltre, alcuni affiliati della El Dorado si sono appostati in un grande edificio vicino per colpire con il vaccino speciale in grado di annullare i poteri dei giocatori dei Ragazzi Ultraevoluti, tramite dei fucili; Simeon però aveva previsto ciò e quindi, grazie ai poteri combinati dei giocatori della Zan, della Team Gir e della Team Gar, il Ragnarock Stadium comincia ad elevarsi fino a raggiungere il cielo, in una posizione inattaccabile, protetto da una micidiale barriera violacea impenetrabile. Non appena parte il fischio d'inizio, tutti i membri della Chrono Storm attivano le loro modalità Mixi Max.
La partita comincia con una serie di capovolgimenti di fronti, con entrambe le squadre in grande forma; ma non appena Arion prende palla subito Simeon gliela toglie dai piedi con una velocità pazzesca. Poi egli serve l'attaccante Kyon Canis che supera facilmente Riccardo, Gabriel e Goldie e dopo di che serve Simeon che tira a rete con la Cannonata di Frammenti; il tiro è così potente che coglie di sorpresa Jean-Pierre e lo sbalza via: 1-0 per la Lagoon. La Chrono Storm prova a reagire ma gli avversari si dimostrano degni della loro fama, intercettando e contrastando tutti gli attacchi di Arion e compagni; sul passaggio di un compagno, Ghiris e Mehr tirano a rete con il Futuro Negativo 2.0 e Jean-Pierre, nonostante avesse usato la tecnica Inno dei Tre Regni, viene scaraventato in rete: 2-0. Al fischio di ripresa Zanark, deciso come non mai, sbaraglia via la maggior parte dei giocatori avversari, per poi servire Fey, che a sua volta, dopo aver superato i difensori, serve nuovamente Zanark, che tira a rete con la tecnica Io Sono Invincibile; il portiere Hippos Kohlt prova la Parata Negativa ma fallisce, e la Chrono Storm accorcia le distanze: 1-2. A questo punto Simeon e i suoi compagni inseriscono nella loro cintura una piccola provetta che conferisce loro grandi poteri e abilità; Canis accelera a si dirige verso la porta di Jean-Pierre ma viene bloccato da Gabriel, Goldie e Sor, incapace di servire i suoi compagni. Invece Canis serve il difensore Anas Eidah, accorso dalle retrovie, che tira a rete con la Doppia Elica; Jean-Pierre effettua la modalità Armatura del suo Spirito Guerriero Atlante Difensore della Terra per parare il tiro ma, nonostante i suoi sforzi, il colpo va a segno, e la Lagoon si porta sul punteggio di 3-1. Poco dopo la Chrono Storm tenta l'avanzata bloccando i movimenti degli avversari, ma essi si rivelano inarrestabili: dopo aver recuperato palla, una serie di passaggi filtranti mette in difficoltà la Chrono Storm e Simeon, ad un tratto, comincia a trasformarsi in una specie di gorilla, dopo aver fuso la sua aura con il Gene UE.
Egli quindi, con forza incredibile, sbaraglia tutta la difesa della Chrono Storm ed evoca il suo Spirito Guerriero Evera Spirito Selvatico in modalità Spirito Guerriero in modalità Armatura per poi tirare a rete ancora una volta con la Cannonata di Frammenti; Jean-Pierre usa l'Inno dei Tre Regni Potenza 2 (Taikoku Ōka Kai) per contrastare il tiro, ma esso è troppo potente e finisce in rete, e così la Lagoon si porta sul 4-1; con il gol di Simeon finisce dunque il primo tempo della sfida. Al fischio di ripresa poi, la Chrono Storm marca tutti i giocatori avversari, lasciando scoperta la difesa e permettendo quindi a Zanark, il loro più veloce attaccante, di avanzare con la palla al piede molto velocemente; Zanark quindi, in combinazione con Fey, supera tutta la difesa avversaria. Intanto Arion, Victor e Riccardo evocano i loro rispettivi Spiriti Guerrieri in modalità Armatura per bloccare gli avversari. Con la strada libera, Zanark interrompe il Mixi Max ed evoca il suo Zodiaco, Principe del Piano Astrale in modalità Armatura, con cui tira a rete, ma Hippos gli nega il goal con la Parata Negativa. Sotto suggerimento di Mark, poi, la Chrono Storm cerca di utilizzare la sua nuova Tattica Micidiale, ma Arion viene bloccato con il Campo Minato da Eida, che serve Mehr. Ella, in coppia con Ghiris, avanza velocemente sbaragliando la difesa avversaria, e con loro avanza anche Simeon; Mehr serve proprio quest'ultimo, che evoca di nuovo il suo Evera Spirito Selvatico in modalità Armatura e tira a rete ancora una volta con lo Cannonata di Frammenti. Ma questa volta Arion, Victor e Riccardo cercano di fermare il tiro senza successo e Jean-Pierre usa l'Inno dei Tre Regni Potenza 2 (in realtà era lo Shin Taikoku Ōka, ma nella versione italiana è stato usato il nome del livello più basso) con cui non riesce a bloccare il tiro, ma solo a farlo finire sulla traversa, negando comunque il gol. Furioso, Simeon cerca di togliere il pallone ad Arion, ma questi lo supera con il Giro di Vento S e poi, con una serie di precisi passaggi, la Chrono Storm attua la sua nuova Tattica Micidiale Connessione Fulminea.
Con essa il pallone giunge sui piedi di Arion che, con la modalità Armatura del suo Super Pegaso Alato, tira a rete con la sua nuova tecnica Vento Supremo; Hippos tenta la Parata Negativa ma fallisce, e la Chrono Storm si porta sul 2-4. Avvengono poi una serie di capovolgimenti di fronte che si concludono con il gol di Fey per mezzo delle Zanne Aguzze Potenziate, che battono Hippos e porta la Chrono Storm sul 3-4. Poi la Lagoon sfiora di pochissimo il goal con un potente tiro di Simeon, Ghiris e Mehr, che Jean-Pierre non riesce a bloccare con l'Inno dei Tre Regni Potenza 2, bloccato da Arion e Victor in extremis. Poi, tutto ad un tratto, avviene l'incredibile: Arion, unendo i suoi pensieri d'amore verso il calcio e l'amicizia con i suoi compagni, sotto l'incitamento di Mark, imprime grandissima energia nella palla grazie ai pensieri dei suoi compagni e tira a rete con l'ultima, grande tecnica, Assalto della Squadra Invincibile; il tiro è così potente che non solo sbalza via tutti i giocatori della Lagoon, Simeon incluso, e annulla l'Ultra Parata Negativa di Hippos. Nemmeno l'ultimo e disperato tentativo di Simeon di fermare il tiro ha successo: la palla s'insacca inesorabile in rete siglando il pareggio della Chrono Storm: 4-4. Questo però scatena la furia di Simeon che, dopo aver effettuato il Mixi Trans, sbaraglia senza problemi Nishiki e Zanark, ma viene bloccato da Fey. Poi Arion, ricevuta palla da Fey, prende energia da tutti i suoi compagni e affronta Simeon e i suoi, e questa volta è Fey a tirare con l'Assalto della Squadra Invincibile. Simeon, rimasto più avanti dei suoi compagni, li incita a fermare il tiro, ma la potenza di esso è inarrestabile. La Chrono Storm sigla così il 5-4, sconfiggendo quindi la temuta Lagoon. Dopo la vittoria della Chrono Storm, Simeon dimostra amicizia nei confronti di Arion e David Evans ritorna normale, per poi tornare al suo tempo originario dissolvendosi nel nulla. La vittoria ha reso tutti molto felici e i protagonisti ritornano al presente, ma purtroppo devono congedarsi da Fey, Goldie, Sor e Zanark, i quali devono ritornare nella loro epoca, e a quel punto tutti, soprattutto Arion, si sentono tristi ed hanno le lacrime agli occhi. La vicenda, a questo punto, si sposta nel futuro con un breve dialogo tra Fey e Goldie Lemmon adulta, in una camera d'ospedale; Goldie infatti è incinta e i due osservano felici il pallone da calcio con tutte le firme di Arion e dei suoi amici, ripensando a tutti i bei momenti trascorsi con loro. La vicenda poi si conclude con Fey, Arion e il resto della Raimon che tornano nel passato per sfidare Mark Evans e la vecchia Raimon in un'amichevole.

## Terminologia
Macchina del Tempo Inazuma (Inazuma TM Caravan, イナズマTMキャラバン?, Inazuma Tī Emu Kyaraban):

Nuova versione dell'Autobus Inazuma, che permette di viaggiare nel tempo. La guida Clark von Wunderbar. "TM" sta per Time Machine ("macchina del tempo" in inglese)
Armatura (Keshin Armed, 化身アームド?, Keshin Āmudo):

Modalità di utilizzo di uno Spirito Guerriero (Keshin): vengono usati dal proprio evocatore come un'armatura che potenzia e amplifica le abilità del giocatore che la "indossa".
Mixi-Max (ミクシィマックス?, Mikushi Makkusu):

Consiste nel fondere l'aura di una persona con quella di un'altra: si assorbe da un "polo negativo" l'aura di una persona o animale per fonderla con quella di un'altra persona attraverso un "polo positivo". Ciò avviene solo se il potere delle due aure è equivalente. Clark von Wunderbar lo fa con le Pistole Mixi-Max (Mixi-Max Gun, ミキシマックスガン?, Mikishi Makkusu Gan). Zanark Avalonic lo può fare anche senza. Anche Zughe Liang e La regina dei draghi sono in grado di farlo indotto, come Zanark. Il momento della fusione si chiama Mixi Trans (ミキシトランス?, Mikishi Toransu). L'aspetto fisico del personaggio che ha subito la fusione cambia, assumendo alcune caratteristiche dell'altro.
Dispositivo Sferico (Sphere Device, スフィアデバイス?, Sufia Debaisu):

Il Dispositivo Sferico è un oggetto usato da tutti i capitani delle squadre della El Dorado e da Zanark Avalonic. È un pallone da calcio di colore bianco, rosso o blu, con sopra dei tasti che hanno diverse funzioni:
- il tasto rosso attiva la Modalità Viaggio Temporale (Time Travel Mode, タイムトラベルモード?, Taimu Toraberu Mōdo): questa modalità attiva il viaggio nel tempo;
- il tasto giallo attiva la Modalità Attacco (Strike Mode, ストライクモード?, Sutoraiku Mōdo): questa modalità potenzia la palla e permette un tiro devastante;
- il tasto blu attiva la Modalità Teletrasporto (Move Mode, ムーブモード?, Mūbu Mōdo): questa modalità permette di teletrasportarsi da un posto all'altro;
- il tasto verde attiva la Modalità Comunicazione (Uniform Mode, ユニフォムモード?, Yunifōmu Mōdo): questa modalità permette di indossare e cambiare la propria divisa di gioco;
- il tasto arancione attiva la Modalità Controllo della Mente (Mind Control Mode, マインドコントロールモード?, Maindo Kontorōru Mōdo): questa modalità permette di controllare le menti altrui;
- il tasto viola attiva la Modalità Sigillo (Lock-In Mode, ロックインモード?, Rokku In Mōdo): questa modalità serve per sigillare qualcuno nella Dimensione Compressa. Alcune persone possono essere trasformate in Chrono Stone con questa modalità;
- il tasto azzurro attiva la Modalità Creazione Campo (Field Maker Mode, フィールドメーカーモ?, Fīrudo Mēkā Mōdo): questa modalità permette di creare sul terreno un campo da calcio.

Chrono Stone (クロノ・ストーン?, Kurono Sutōn):

Una Chrono Stone è una gemma con una "C" creata quando si cerca di far entrare nella Dimensione Compressa qualcuno con una grande forza di volontà, il che altera il tempo e forma la gemma con la sua anima. Beta ha trasformato in Chrono Stone David Evans e suo nipote Mark.
Braccialetto Temporale (Time Bracelet, タイムブレスレット?, Taimu Buresuretto):

Braccialetto che permette di viaggiare nel tempo. Ne possiede uno Vladimir Blade (Yūichi Tsurugi) e un altro Axel Blaze (Shūya Gōenji), entrambi dati loro da Asurei Rune. Crossword Criptix afferma che anche nella sua epoca sono oggetti molto rari.
Stadio Ragnarok (Ragnarok Stadium, ラグナロクスタジアム?, Ragunaroku sutajiamu):

Uno stadio costruito dai Ragazzi Ultraevoluti con le macerie della sede della El Dorado. Si trova nel futuro, in un'epoca in cui il dominatore del mondo è determinato dalla vittoria di tre partite. In questo avvengono le partite:
- El Dorado Team 1 VS Zan
- El Dorado Team 2 VS Team Gir
- El Dorado Team 3 VS Team Gar
- Chrono Storm VS Lagoon

## Edizione Italiana
I doppiatori dei personaggi già comparsi sono gli stessi della serie precedente, Inazuma Eleven GO. Dato che sono state mantenute le sigle della serie precedente con le stesse immagini e gli stessi titoli, appare all'inizio il titolo Inazuma Eleven GO senza il sottotitolo Chrono Stone, nonostante quest'ultimo sia indicato nelle pubblicità e nelle guide. Studio e direttori del doppiaggio indicati nei titoli di coda sono gli stessi della serie precedente (rispettivamente Logos S.r.l e Pino Pirovano e Davide Garbolino). Come nelle serie precedenti, i nomi dei personaggi sono stati modificati rispetto all'originale, e sono gli stessi adottati nelle versioni europee del videogioco. I nomi delle tecniche sono stati per lo più tradotti in italiano anche quando sono in inglese, o sostituiti da nomi in italiano diversi dalle traduzioni. Le scritte giapponesi per i nomi delle tecniche speciali sono state rimpiazzate dai nomi italiani. Le anticipazioni dell'episodio successivo si trovano prima della sigla finale, anziché dopo come nell'originale.

## Sigle

### Sigle originali
Sigle di apertura
Le sigle di apertura sono tutte eseguite dai T-Pistonz+KMC:
- Jōnestu de mune atsu! (情熱で胸アツ!? lett. "Infiamma il tuo petto di passione!") (ep. dispari da 1 a 17)
- Kandō kyōyū! (感動共有！? lett. "Condividi l'entusiasmo!") (ep. pari da 2 a 18)
- Shoshin wo KEEP ON! (初心を KEEP ON!? lett. "Continua con la tua decisione iniziale!") (ep. 19-35)
- Raimei! Blue Train! (雷鳴！ブルートレーン?, Raimei! Burū Torēn, lett. "Tuono! Treno blu") (ep. 36-51)

Sigle di chiusura
- Natsu ga yattekuru (夏がやってくる? lett. "Arriva l'estate") di Sayaka Kitahara (Skie Blue) (ep. 1-18)
- Te o tsunagō (手をつなごう? lett. "Teniamoci per mano") di Yuka Terasaki (Arion Sherwind), Sayaka Kitahara (Skie Blue) e Takashi Ōhara (Victor Blade) (ep. 19-35)
- Bokutachi no shiro (僕たちの城? lett. "Il nostro castello") di Yuka Terasaki (Arion Sherwind), Yū Kobayashi (Gabriel Garcia), Takashi Ōhara (Victor Blade), Haruka Tomatsu (Jean-Pierre Lapin) e Mitsuki Saiga (Riccardo Di Rigo) (ep. 36-39, 41, 43-46 e 48-50)
- Seishun oden (青春おでん? lett. "Oden della gioventù"), ovvero la reinterpretazione della prima sigla di chiusura della prima serie, originariamente interpretata dai twe'lv e ora da Sayaka Kitahara (Skie Blue), Mina (Jade Greene), Yurin (Rosie Redd) e Aoi Yūki (Goldie Lemmon) (ep. 40, 42, 47 e 51)

### Sigle italiane
La serie viene trasmessa con le stesse sigle della serie Inazuma Eleven GO, che mantengono anche le stesse immagini e gli stessi titoli.